# Latina (Thalía)
Latina è il tredicesimo album in studio della cantante messicana Thalía, pubblicato nel 2016.

## Tracce
1. Desde esa noche (feat. Maluma)
2. La movidita
3. De ti (feat. Silvestre Dangond)
4. Vuélveme a querer
5. Todavia te quiero (feat. De La Ghetto)
6. Frutas (feat. Chiky Bom Bom "La Pantera")
7. Pena negra
8. Tiki Tiki Ta [Uno momento]
9. Todo [Poso se thelo] (feat. Omi & Jacob Forever)
10. Te encontraré
11. Poquita fe
12. Enemigos
13. Vivir junto a ti

## Classifiche
| Paese                        | Posizione più alta |
| ---------------------------- | ------------------ |
| Argentina                    | 5                  |
| Grecia                       | 53                 |
| Messico                      | 4                  |
| Spagna                       | 17                 |
| Stati Uniti Latin Pop Albums | 1                  |